# Geschäftswille
Unter dem Begriff Geschäftswille versteht die Rechtsgeschäftslehre ein subjektives Tatbestandsmerkmal einer Willenserklärung. 
Als Geschäftswillen bezeichnet man den Willen, mit einem Rechtsgeschäft ganz bestimmte Rechtsfolgen herbeizuführen. 
Häufig wird der Geschäftswille neben dem Handlungs- und Erklärungswillen als Erfordernis einer wirksamen Willenserklärung verlangt. Vom letzteren kann er allerdings nur dann unterschieden werden, wenn er sich auf ein bestimmtes Rechtsgeschäft richtet. Diese Unterscheidung konnte der BGH in einem Fall treffen, dem die Unterschrift unter eine bestimmte andere Urkunde, als dem zeichnungspflichtigen Wechsel, zugrunde lag.
Fehlt der Geschäftswille bei Abgabe einer Willenserklärung, so ist diese zwar fehlerbehaftet, durchaus aber wirksam. Die fehlende Übereinstimmung von Geschäftswille und Erklärung führt daher nicht zur Nichtigkeit, sondern wird über das Anfechtungsrecht gemäß § 119 Absatz 1 BGB abgewickelt. 
Die Anfechtung führt gegenüber dem Anfechtungsgegner gegebenenfalls gemäß § 122 BGB zum Schadensersatz, den dieser erlitten hat, dass er auf die Wirksamkeit der Willenserklärung vertraute. Der Umfang des Schadensersatzes ist nach § 122 Abs. 1 BGB auf das negative Interesse begrenzt.
Beispiel: A möchte einen Staubsauger beim Versandhaus O bestellen. Beim Ausfüllen der Bestellkarte trägt A versehentlich eine Bestellnummer ein, die einem völlig anderen Artikel zugeordnet ist.